# Багатозадачність (психологія)

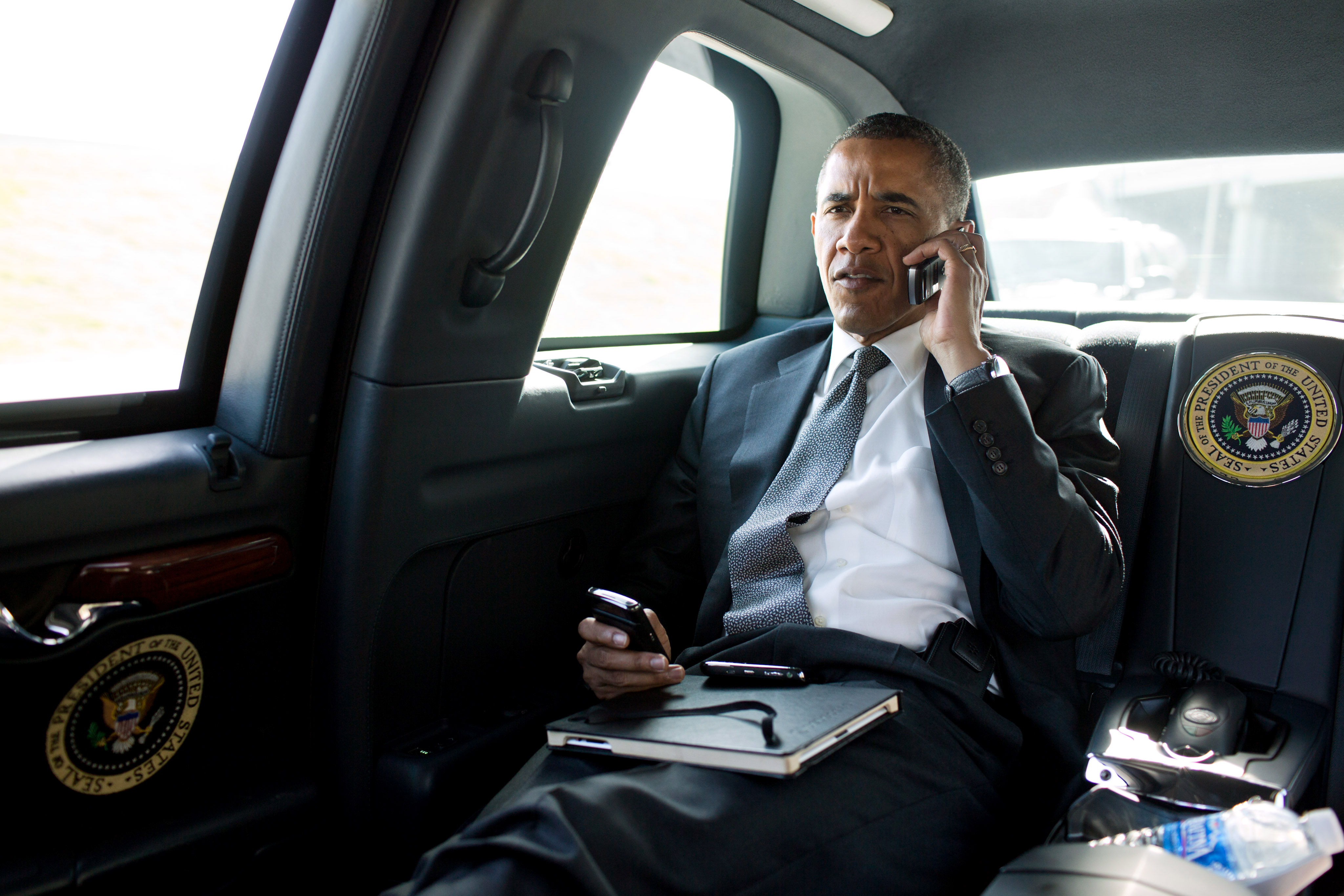
Барак Обама з одним телефоном біля вуха та другим у руці (2012)

Багатозадачність (рідше людська багатозадачність) — це виконання двох або більше завдань одночасно або по черзі за короткий період часу. Завдання не підвладні одне одному, тому мета одного завдання не залежить від результатів іншого. Наприклад, ви можете писати електронний лист і одночасно слухати звіт.

## Історія виникнення терміна
Значення терміна, швидше за все, походить від технічного значення (див. багатозадачність). Термін багатозадачність утвердився як в англосаксонських, так і в німецькомовних країнах як опис людських здібностей, тоді як термін «Mehrfachaufgabenperformanz» (нім. — виконання декількох завдань одночасно) використовується як німецьке позначення цього явища. В інших випадках також відоме термінами «виконання подвійних/множинних завдань».
Термін не має точного наукового визначення; Лі та Таатген описують це як «здатність обробки кількох завдань одночасно». Салвуччі описує багатозадачність як «те, як люди об'єднують і виконують кілька (під)завдань у контексті більшого, складного завдання». Крім того, англомовна спеціалізована література також говорить про "постійну часткову увагу" і це поняття описує здатність поглинати одночасні та, можливо, різні види стимулів.

## Межі та небезпеки
Щоб мати можливість обробляти два або більше завдань одночасно, наша увага повинна бути розділена, тому виконання кількох завдань висуває високі вимоги до уваги та процесів обробки інформації. Наукові дослідження показують, що ефективність роботи над різними завданнями по черзі протягом коротких проміжків часу знижується порівняно з послідовною обробкою і тому може бути пов'язана з помилками, підвищеним ризиком нещасних випадків і зниженням продуктивності.
Лабораторне дослідження, під час якого людей просили натискати на гальма в симуляторі водіння, показало, що паралельне спілкування через мобільний телефон впливає на продуктивність. В завданні, що включало лише одну дію, (гальмування на червоне світло) випробувані пропустили лише 3% червоного світла, а в множинному завданні (телефонна розмова, гальмування на червоне світло) було вже 7% пропущених червоних сигналів світлофора і швидкість реакції на натискання педалі гальма зменшилася на 50 мс.
Так ми бачимо межі одночасної обробки інформації в умовах надмірної стимуляції нашого середовища. Мозок автоматично фільтрує кількість інформації до рівня, який може сприйняти людина. Під час телефонної розмови в автомобілі зір водія може змінитись на так званий «тунельний зір», і це обмеження може зберігатися протягом кількох хвилин навіть після закінчення телефонної розмови. На додаток до погіршення реакції, наслідком також може бути стрес.

## Визначальні фактори
Результати виконання декількох завдань визначаються трьома факторами: схожість завдань, натренованість та складність завдань.

### Подібність завдань
Якщо два або більше завдань дуже схожі за своїми стимулами (напр. обидва завдання є слуховими), вони потребують однакових етапів обробки або звертаються до однакових кодів пам'яті (наприклад, вербальних), ймовірність перешкод в обробці значно вища.
В одному експерименті суб'єктам відтворювали звукове повідомлення, яке вони мали повторити вголос у тому ж темпі. Водночас інші терміни їм пропонували або на слух у вигляді слів або візуально у вигляді малюнків. Подальше відтворення показало, що продуктивність становила 90% для візуальної презентації зображень, але була дуже низькою для слухової презентації слів.

### Тренування
Наскільки добре ви можете виконувати кілька завдань одночасно, також залежить від того, наскільки ви досвідчені. Наприклад, досвідчений водій зазвичай може вести розмову одночасно із водінням легше, ніж водій-початківець.
Чотиримісячне дослідження зі студентами показало, що практика дійсно вдосконалює майстерність. Під час п'яти щотижневих тренувань багатозадачності вони читали коротке оповідання, яке потрібно було зрозуміти, і одночасно писали словесний диктант. На початку швидкість читання, розуміння та почерк були погіршені; наприкінці чотиримісячної фази тренувань вони могли прочитати оповідання майже так само швидко, як і при самостійному читанні, а почерк і розуміння категорій слів покращилися.
Таким чином, за допомогою практики та вироблення стратегії виконання певних дій, ми можемо обійтися меншою кількістю ресурсів. Так частина завдань буде «автоматизована», тобто вимагатиме менше когнітивних здібностей і отже, дозволить підвищити швидкість виконання. Однак, перешкоди можна лише мінімізувати за допомогою практики, але не усунути повністю.
Однак практика чи досвід можуть мати і протилежний ефект. Оскільки автоматизовані процеси ініціюються незалежно від волі людини, то вони недоступні для свідомості. Це може призвести до виникнення перешкод, як показано на прикладі ефекту Струпа: досвідченому читачеві важко назвати колір слова; натомість він автоматично відтворює слово, подане на письмі. Людина, що лише вчиться читати, має набагато менше проблем з визначенням кольору, оскільки процес читання слова ще не є автоматизованим.

### Складність завдання
Складність завдання також є важливим фактором. Що складніше окреме завдання, то більше уваги воно вимагає, і ми отримуємо гірші результати в роботі з декількома завданнями.

## Вік і стать
Всупереч поширеним припущенням, вік і стать не є визначальними факторами у здатності до багатозадачності.
Вік, схоже, не має суттєвого впливу на рівень багатозадачності. Вплив статі на багатозадачність на сьогодні майже не досліджувався науково. Попри поширену думку, більшість досліджень не виявляють суттєвої різниці між статями. Окремі дослідження вказують на різницю між статями в певних ситуаціях.

## Критика
Філософ Б'юнг-Чул Хан також критично ставиться до багатозадачності у своїй книзі з медичної філософії «Суспільство втоми» (Fatigue Society). Він порівнює багатозадачність з поведінкою тварин, які змушені постійно розподіляти свою увагу, щоб вижити в дикій природі. Хан приходить до негативного висновку: «Техніка розподілу часу та уваги в багатозадачності не є прогресом цивілізації». Він критикує поширення багатозадачності, оскільки культурні досягнення людства, такі як філософія, вимагають «глибокої рефлексивної уваги», яка неможлива при багатозадачності.
Більшість вчених на сьогоднішній день припускають, що можливості обробки інформації обмежені, а це означає, що одночасне опрацювання декількох сигналів можливе лише до тих пір, поки не вичерпані максимальні ресурси обробки. Після цього відбувається падіння продуктивності або навіть нейробіологічні зміни. Нейробіолог Гері Смолл з Каліфорнійського університету в Лос-Анджелесі показав, що багатозадачність і частий серфінг в інтернеті погіршують дорсо-латеральну префронтальну кору, а отже, логічне і стратегічне мислення, а також інтелект і емпатію, що підтверджує і німецький біолог Мартін Корте. Грей Смолл у своїй книзі «iBrain» ввів термін «цифровий РДУГ» для позначення цього явища. Однак з'являються і нові навички. Дослідник мозку Девід Е. Мейєр з Мічиганського університету показує, що багатозадачним людям потрібно більше часу для завершення своїх завдань, ніж якщо вони виконують їх одне за одним, втрачаючи при цьому здатність зосереджуватися і страждаючи від підвищеного викиду гормонів стресу. Спеціаліст з РДУГ і психіатр Едвард Халлоуелл також визнає схожі симптоми у мультизадачних людей, як і у людей з РДУГ. У своїй книзі «CrazyBusy» він показує, що весь діловий світ схильний до цих симптомів.